# Miroslav Matušovič
Miroslav Matušovič (* 2. November 1980 in Ostrava) ist ein tschechischer Fußballspieler.
Matušovič begann mit dem Fußballspielen in Havířov, von wo ihn 1996 Baník Ostrava holte. Dort debütierte er 2001 für die Erstligamannschaft. Schon in der folgenden Saison 2001/02 gehörte der nur 1,72 m große Stürmer, der auch im offensiven Mittelfeld eingesetzt werden kann, zur Stammelf. Herausragend war die Saison 2003/04, in der er in 28 Spielen zehn Tore schoss. Daraufhin wurde er vom Trainer der tschechischen Nationalmannschaft Karel Brückner ins Trainingslager zur Europameisterschaft 2004 nach Seefeld eingeladen. Dem 23-köpfigen EM-Kader gehörte Matušovič allerdings nicht an. Anfang 2005 wechselte er für ungefähr 20 Millionen Tschechischer Kronen zu Sparta Prag.
Zur Saison 2009/10 wechselte Matušovič zum zyprischen Verein Apollon Limassol.